# Michael Olausson
Michael Erik Robert Olausson, född den 23 februari 1956 i Linköping, är en svensk professor i klinisk transplantionskirurgi vid Sahlgrenska Universitetssjukhuset och Sahlgrenska akademin vid Göteborgs universitet i Göteborg sedan 2000. Han disputerade vid Göteborgs universitet 1986.
Olausson var verksamhetschef för transplantationsenheten vid Sahlgrenska Universitetssjukhuset fram till 2011, och efterträddes av Per Lindnér.
Olofsson fälldes i mars 2017 för oredlighet i forskning baserat på en utredning gjord av Göteborgs universitet. Utredningen redogjorde för hur Olofsson tillsammans med Suchitra Holgersson utfört två operationer trots avslagna ansökningar hos etikprövningsnämnden. Utredningen fick senare kritik från både Universitetskanslersämbetet och Statens ansvarsnämnd.